# Julie Manning
Julie Catherine Manning, née le 24 janvier 1939, Morogoro est une juriste et femme politique tanzanienne. Elle est la première femme diplômée en droit de l'université d'Afrique orientale
Elle est l'une des premières femmes ministres de son pays.

## Biographie

### Enfance, éducation et débuts
Julie Catherine Manning naît le 24 janvier 1939, Morogoro.

### Carrière politique
En 1963, elle obtient un diplôme en droit de l'université d'Afrique orientale. Elle est la première femme diplômée en droit de l'université d'Afrique orientale . En 1973, le président Julius Nyerere la nomme juge à la haute cour de Tanzanie.
En 1975, elle est nommée ministre de la Justice. 